# Ранана
Ранана (хебр. רעננה, арап. ‏رعنانا‎) је град у Израелу у Централном округу. Према процени из 2007. у граду је живело 73.100 становника.

## Становништво
Према процени, у граду је 2007. живело 73.100 становника.
| 1983.  | 1995.  |
| ------ | ------ |
| 38.461 | 56.848 |

## Партнерски градови
- Познањ
- Верона
- Лагос
- Брамше
- Атланта